# بروس كونينغهام
بروس كونينغهام (بالإنجليزية: Bruce Cunningham)‏ هو لاعب كرة قاعدة أمريكي، ولد في 29 سبتمبر 1905، وتوفي في 8 مارس 1984 في هايوارد في الولايات المتحدة.

## وصلات خارجية
- بروس كونينغهام على موقعبيزبول رفرنس.كوم (الدوري الرئيسي) (الإنجليزية)